# 공런즈루
공런즈루(중국어: 工人之路, Gōngrén zhīlù, 노동자의 길을 의미함)는 SSSR 달네보스토치니 지방에서 중국어로 발행되었던 사회정치적인 신문이었다. 소비에트 연방 공산당 극동 지방 위원회 기관지로 인쇄하게 되었다.
1933년에 발행 부수는 7000장 이상 만들었다.
신문의 첫 번째 호는 1922년에 치타에서 나갔다. 그 다음에 하바롭스크에서 나오게 되었다 (1924년에 짧은 시간 블라디보스토크에서 발행되었다). 1938년 8월에 신문발행은 중지되게 되었다.

## 참고 문헌
1. ↑  http://www.riatr.ru/2007/ATR2007-3-WEB/18p139-151.pdf
2. ↑  Газеты СССР. 1917—1960. — М.: «Книга», 1970—1984.